# 高川学園高等学校・中学校
高川学園高等学校・中学校（たかがわがくえんこうとうがっこう・ちゅうがっこう）は、山口県防府市大字台道に所在し中高一貫教育を提供する私立高等学校・中学校である。設置者は学校法人山口高川学園。旧称は多々良学園高等学校（たたらがくえん こうとうがっこう）。

## 概要
前身は1878年（明治11年）に吉敷郡山口町（現在の山口市）に創立された曹洞宗山口専門学支校。曹洞宗の西日本における教化・僧侶養成機関としての役割を果たしていた。
1948年（昭和23年）、新制高等学校制度の施行に伴い多々良学園高等学校に改称。1956年、独立の学校法人に改組。普通科全日制の男子校として整備された。多々良学園高等学校となってからも理事の過半数は曹洞宗の僧侶によって占められ、曹洞宗の僧侶養成機関としての機能を引き続き有した。仏教専修科に所属し、規律に従った寮生活を送った生徒は、僧堂におけるものに準ずる修行歴を取得した。
2004年、防府市台道へ校地を移転し男女共学となったが、移転に伴う資金計画に問題があり、経営難に陥る。2005年に私立高等学校を経営する学校法人としては初めて民事再生法の適用を申請し、徳島市を拠点に予備校を経営するタカガワが再建者となり、経営を譲渡された。2006年9月、現在の法人名、校名に改称した。
スポーツに力を入れており、全国高等学校サッカー選手権大会・全日本バレーボール高等学校選手権大会の常連校として知られる。野球部も春夏の甲子園に出場経験がある。

## 沿革

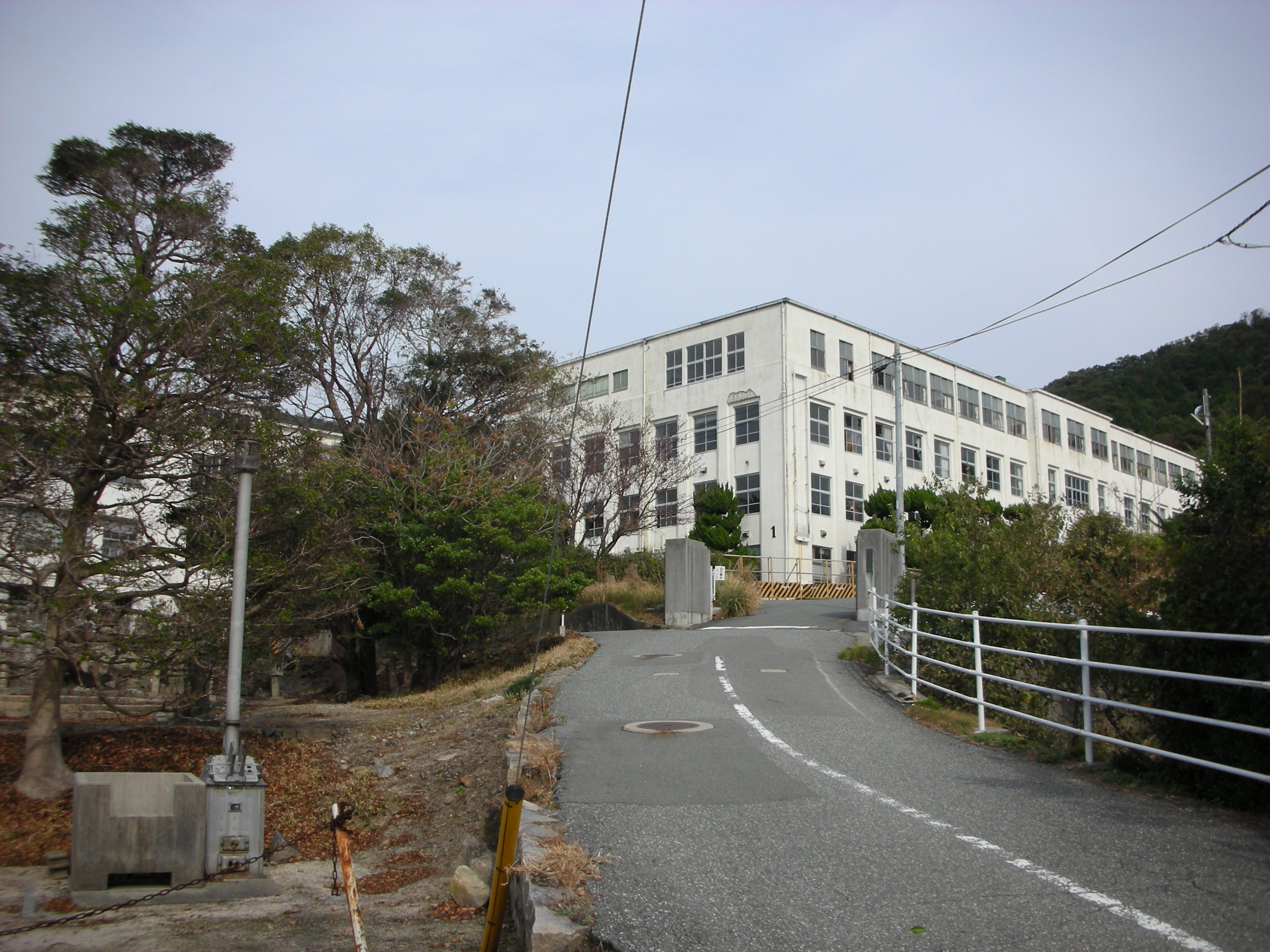
多々良学園　旧校舎（2006年11月）2017年、旧校舎は一部が部室に改装され、跡地は人工芝第２グランドとして活用

- 1878年（明治11年）2月 - 曹洞宗山口専門学支校として山口町瑠璃光寺に創立。
- 1896年（明治29年）2月 - 曹洞宗第十六中学林と改称、山口市大附に移転。
- 1902年（明治35年）7月 - 曹洞宗第四中学林と改称、防府町に移転。
- 1906年（明治39年）9月 - 宗門以外の生徒の入学を許可。
- 1928年（昭和3年）1月 - 多々良中学校と改称。
- 1948年（昭和23年）4月 - 多々良学園高等学校と改称、新制高等学校の開設。
- 1956年（昭和31年）4月 - 法人改組。曹洞宗教学財団（現・愛知学院）から分離し学校法人多々良学園となる。
- 1963年（昭和38年）4月 - 工業科（電気・建築）設置認可。
- 1965年（昭和40年）4月 - 普通科に特別進学コースを設置。
- 1974年（昭和49年）11月 - 付属幼稚園設立認可。
- 1984年（昭和59年）3月 - 野球部が春の甲子園初出場を果たす。
- 2003年（平成15年）4月 - 総合学科設置認可。
- 2004年（平成16年）4月3日 - 防府市大字台道に移転、男女共学化[1]。
- 2005年（平成17年）10月26日 - 学校法人多々良学園が経営破綻し、民事再生法適用を申請[2]。
- 2006年（平成18年）
  - 3月3日 - 学校法人及び高等学校をタカガワが、付属幼稚園を中央学院が承継して再建支援することで基本合意[3]。
  - 7月4日 - 再生計画を東京地方裁判所が認可[4]。
  - 9月1日 - 学校名を高川学園高等学校、設置法人名を学校法人山口高川学園に改称[5]。
- 2007年（平成19年）4月 - 中高一貫教育を開始、高川学園中学校が開校
- 2009年（平成21年）8月17日 - 民事再生手続終結[6]。
- 2016年（平成28年）7月 - 野球部が夏の山口県大会にて初優勝し、夏の甲子園初出場。
- 2017年（平成29年）4月 - 国分寺にあった旧多々良学園校舎跡地に人工芝第2グランド及び部室完成。
- 2020年（令和2年）
  - 4月 - 野球場全面人工芝化。
  - 7月 - 第2体育館完成。

## 校歌
先代の多々良学園の校歌は当時学校長であった田中俊英が作詞、山口県出身の作曲家大村能章によって作曲された。当時は「灯燈」「御堂」など仏教に関わる言葉が随所に使用されていた。
現在の高川学園の校歌は、大村作曲のメロディーはそのままに理事長の高川晶によって新たな歌詞が作られた。

## 設置形態
- 中学校
  - 学業英才コース
  - 学業スポーツコース
  - スポーツ選抜コース
- 高等学校
  - 普通科
    - 中高一貫英才コース
    - 特別進学コース
    - 文理進学コース
    - スポーツ進学コース
    - 医療福祉コース
    - 情報ビジネスコース

## 著名な部活動

### サッカー部
サッカー部は1946年創部。
同校サッカー部出身であった白井三津雄が1983年に監督に就任。1992年から2007年まで15年連続で全国高等学校サッカー選手権大会（選手権）に出場し、全国高校サッカー選手権の強豪校となった。2008年に同校を退職。
2013年より同校出身である江本孝が監督に就任。2017年より「大事なチームの一員であることを自覚させ、社会人として必要なことを身に着けるため」と全国でも珍しい部署制を導入。現在では分析部・強化部・道具部・審判部・グラウンド部、広報部・おもてなし部・農業部・生活部・総務部など10の部署に分かれて活動している。
第100回全国高等学校サッカー選手権大会の県大会から、セットプレー時にペナルティーエリア付近で5人が手を繋いで輪を作り回転することで、相手の守備をかく乱させる「トルメンタ」と呼ばれるプレーを考案、披露し日本中のみならず世界でも注目された。

### 硬式野球部
野球部は1911年創部で、同校部活動の中で最も歴史が古い。
1984年春（第56回）で甲子園初出場。
夏の甲子園は、2016年（第98回）と2021年（第103回）と2025年の第107回全国高等学校野球選手権大会の3回出場。
2021年夏（第103回）では、1回戦で小松大谷高校(石川)に7×‐6でサヨナラ勝ちし甲子園初勝利を果たす。また、天候不良により第1試合の開始時刻が定刻よりも3時間遅れた影響もあって、試合開始時刻が19時10分、試合終了時刻が21時40分となった。これは2024年まで夏の甲子園で試合開始時刻及び試合終了時刻の最遅記録となっていた。

### バレーボール部
男子バレーボール部は、全日本バレーボール高等学校選手権大会に7回連続出場の常連校。
インターハイは9回出場。
山口県チームとして、鹿児島県で開催された2023年燃ゆる感動かごしま国体では高川学園単独で出場し優勝。

## 施設
- 教室棟
- 食堂
- 体育館
- 第2体育館
- 講堂
- 野球場（内外野人工芝）
- サッカー場（人工芝）・陸上競技場（第5種）
- 第２グランド（人工芝）サッカー、ラグビー兼用
- テニスコート（3面）
- プール（25m）
- 男子寮
- 女子寮

## 著名な出身者
- 高木豊（野球）
- 高松大樹（政治家）
- 中原貴之（サッカー）
- 安部雄大（サッカー）
- 藏川洋平（サッカー）
- 永石拓海（サッカー）
- 石田皓大（サッカー）
- 梅田魁人（サッカー）
- 山本駿亮（サッカー）
- 中山元気（サッカー）
- 秦郁彦（近現代史家）
- 藤田泰成（サッカー）
- 横山聡（サッカー）
- 伊藤淳嗣（サッカー）
- ハウバート・ダン（サッカー）
- 平間直道（サッカー）
- 鳥飼椋平（サッカー）
- 土信田悠生（サッカー）
- 田中誠太郎（サッカー）
- 田中源大（柔道）
- 田中志歩（柔道）
- 木下彩（ゴルフ）
- 山野太一（野球）
- 西村信（バレーボール）
- 難波宏治（バレーボール）
- 三輪大将（バレーボール）
- 江藤巧（バレーボール）
- 椋木蓮（野球)

## 関連する人物
- 白井三津雄（元サッカー部監督）